# Arheozoologie
Arheozoologia(gr.< arcaioV, “vechi”; zvon, “ființă”, engleză-zooarchaeology, franceză-archéozoologie) este disciplina care se ocupă cu studiul resturilor faunistice care provin din cercetări arheologice. Se mai poate defini ca o disciplină care studiază relațiile omului din trecut cu lumea animală. Există o diferență netă față de paleontologie, care se consacră studiului evoluției animalelor și a omului, fără însă a se preocupa de eventualele lor relații așa cum își propune arheozoologia. Arheozoologia are două mari obiective: (1).să înțelegi, de la un capăt la altul al timpului și spațiului, biologia și ecologia animalelor și (2)să înțelegi structura și funcția comportamentului uman. Indiferent de titulatura utilizată (zooarchaeology în engleză sau archéozoologie în franceză) domeniul arheozoologiei este divers, utilizând multe din metodele și conceptele biologice, ecologice și antropologice în studiul resturilor animale. Un stduiu arheozoologic este foarte important, datorită faptului că permite observarea poplațiilor umane, la nivelul paleoeconomiei animaliere, însă informațiile nu vizează doar acest nivel. Alte domenii de cercetare ale arheozoologiei includ studii ale practicilor de vânătoare din trecut și de creștere a animalelor.

## Specialiști
- Sergiu Haimovici

- Georgeta El Susi

- Adrian Bălășescu

- Valentin Radu

- Dragos Moise

- Erike Gal

- Luminița Bejenaru

- Maria Știrbu

- Carmen Gabriela Tărcan

- Mircea Udrescu[1]

- Cliff Jenkins